# 李同生
李同生（1929年2月22日—2020年9月2日），祖籍山东曲阜，出生于湖北武汉，中醫藥學和中醫骨科專家，博士導師，中醫藥研究專家、教授，第八届全国政协委员，中國第一批國家500名名老中醫之一，世界中醫骨傷科聯合會名譽主席，湖北省中醫藥研究所名譽院長（原院長）。曾任中國中醫科學院客座研究員，國家藥品監督管理局新藥審評委員，全國第一，第二批老中醫藥專家學術經驗繼承指導老師，首批獲國務院政府特殊津貼的專家，中華中醫藥學會理事，骨傷科分會副主任委員，同濟醫科大學中西醫結合研究所所長，湖北省中醫藥學會副理事長，《中国中医骨伤科杂志》主編。李同生為李氏醫武世家第四代傳人，從醫執教歷数十载，2007年獲得中華中醫藥學會授予中醫骨傷名師榮譽稱號。

## 生平
李同生出生于一个中医世家，祖父李建章在清朝嘉靖年间就擅治骨伤。1958年初，李同生擔任同济医科大学（武漢醫學院）協和醫院，骨傷科主治醫師，取得了大量的科研及臨床成果，受到中央衛生部及省市領導的表彰。1971年2月，中國前總理周恩來北京主持召開第一屆“中西醫結合工作會議”審評8個全國重點研究項目，李同生參加會議的“中西醫結合治療骨與關節損傷”，受到周總理好評，並指令向全國推廣。李同生在此推廣中為國家培養中西醫結合骨科高級人才一千餘名，推廣中西醫結合，小夾板固定治療骨與關節損傷病例數十萬計。1985年6月，調任中國湖北省中醫藥研究院任院長，同年11月擔任同濟醫科大學中西醫結合研究所副所長（无正所长），是繼上海醫科大學中西醫結合研究所之後，全國第二個醫藥高等院校成立的中西醫結合研究所。1999年獲吳階平副委員長頒發的“二十世紀中國接骨學最高成就獎”。
李同生主要從事中醫，自然療法，中西醫結合骨傷科醫療，教學等領域的研究，先後發表論文三十餘篇，主持骨傷科研項目十五項，主編與參編書著十餘部，如《道家傷科李同生》，《實用骨傷科學》，《中西醫結合治療骨與關節損傷》，《醫學百科全書，中醫骨傷科分冊·骨折部份》，《骨傷科手法學》，《歷代對頸，肩，腰腿痛的辨證內治法》，《骨傷科學》等。

其部分中醫藥物研究貢獻包括：
- 「紫金酒治療急性軟組織損傷的臨床和實驗研究」（國家七五攻關項目“名老中醫證治經驗分課題”）獲獎：1990年湖北省科技進步三等獎
- 「通督活血湯治療腰椎管狹窄症的臨床和實驗研究」獲獎：1993年湖北省衛生廳科技進步三等獎
- 「健骨片治療骨關節病的臨床和實驗研究」獲獎：1993年湖北省衛生廳科技進步二等獎

李同生學術繼承人李薔薇教授等。